# Leoncjusz (Bondar)
Leoncjusz, imię świeckie Leonid Bondar (ur. 24 kwietnia?/7 maja 1913 w Mereczu, zm. 24 stycznia 1999) – biskup Rosyjskiego Kościoła Prawosławnego.

## Życiorys
W 1935 ukończył seminarium duchowne w Wilnie, zaś w 1939 – Studium Teologii Prawosławnej Uniwersytetu Warszawskiego. Od 1940 był posłusznikiem w monasterze Świętego Ducha w Wilnie. 25 grudnia 1943 złożył wieczyste śluby mnisze przed arcybiskupem mohylewskim i mścisławskim Filoteuszem. 26 grudnia ten sam hierarcha wyświęcił go na hierodiakona, zaś 2 stycznia 1944 – na hieromnicha.
W 1946 został podniesiony do godności igumena i objął kierownictwo nad kursami teologicznymi, przygotowującymi nowych kapłanów, przy monasterze Zaśnięcia Matki Bożej w Żyrowicach. Od 1947 do 1949 kierował parafiami we wsiach Chołchło i Jastriebliu. Od listopada 1949 wykładał w seminarium duchownym w Mińsku, zaś w 1953 został przełożonym monasteru w Żyrowicach.
10 sierpnia 1956 został wyświęcony na biskupa bobrujskiego, wikariusza eparchii mińskiej. Jako konsekratorzy wzięli w niej udział metropolita miński i białoruski Pitirim, biskup wileński i litewski Aleksy, biskup kujbyszewski i syzrański Mitrofan oraz biskup wielkołucki i toropiecki Mścisław. 5 maja 1961 został biskupem ordynariuszem eparchii nowosybirskiej i barnaułskiej. Po dwóch latach został przeniesiony na katedrę orenburską i buzułucką, którą zarządzał do swojej śmierci w 1999, od 1971 jako arcybiskup, zaś od 1992 jako metropolita.